# Výčepní zařízení

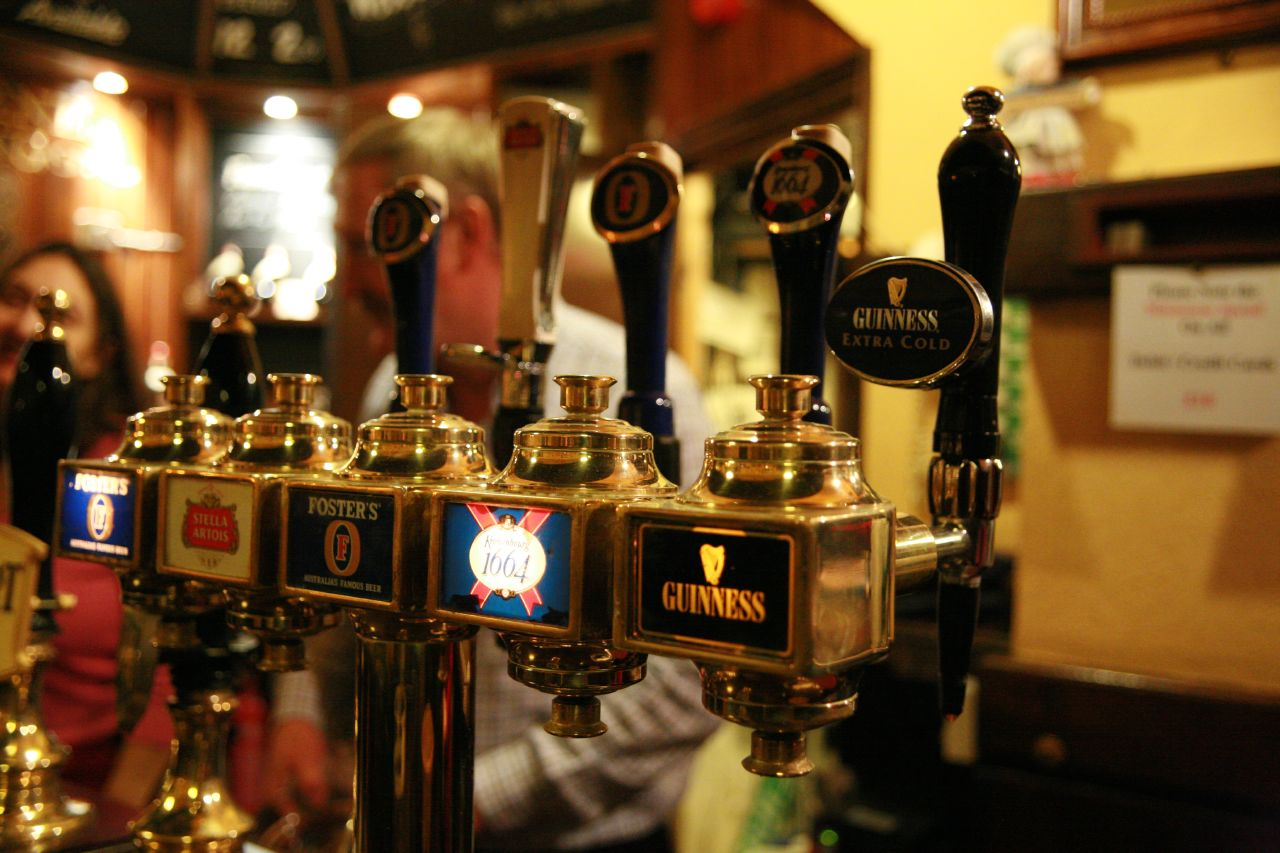
Výčepní stolice

Výčepní zařízení je vybavení pro plnění nápojů z velkoobjemových zásobních nádob do sklenic, případně jiných nádob, ze kterých se pije. Tento článek popisuje výčepní zařízení určené pro pohostinská zařízení. Část výčepního zařízení ze které se přímo čepuje a která je umístěna ve výčepu se nazývá výčepní stolice, lidově pípa. Výrazem „pípa“ se původně označoval kuželový dutý čep s kohoutem, který se přímo narážel do sudu.

## Složení výčepního zařízení
Výčepní zařízení se skládá z výčepní stolice, propojovacího potrubí a hadic a z armatury pro připojení zásobní nádoby. K vybavení pro čepování nápojů dále patří zdroj tlakového vzduchu (kompresor) nebo tlaková nádoba s hnacím plynem (CO2 nebo dusík) a chladicí zařízení. Výčepní stolice je umístěna v prostoru výdeje nápojů (ve výčepu). Vždy na strategickém místě, ze kterého je dobrý přístup i výhled na celý lokál. Ve výčepní stolici jsou zabudovány výčepní kohouty (pípy). Výčepních kohoutů je několik,napojených na různé zásobní nádoby pro možnost čepovat více druhů nápojů. Propojovací potrubí se dnes přednostně buduje z nerezové oceli. Pokud je zásobní nádobou Keg sud, je propojen přes armaturu se spojovacím potrubím. Současně je druhým ventilem přiváděn hnací plyn. To býval tlakový vzduch, vyráběný kompresorem. Dnes je běžně používán CO2 nebo dusík, přivedený přes redukční ventil z tlakové lahve. Při čepování z Keg sudů se hnací plyn mísí s nápojem. Keg sudy jsou plněny u výrobce nápoje a zaplombované se dovážejí do místa čepování. Jestliže je zásobní nádobou tank, plní se nápoj z cisternového automobilu do plastového vaku uvnitř pevně instalované ocelové zásobní nádoby. Pro udržení hygieny se plastový vak použije při každém plnění tanku nový, sterilní. Pro vytlačení nápoje ze zásobní nádoby do pípy se vhání tlakový vzduch do zásobníku a stlačováním vaku vytlačuje nápoj. Tlakový vzduch stlačuje vak zvenčí a nemísí se s nápojem. Potrubí, které propojuje zásobní nádobu a výčepní kohouty, prochází chladicím zařízením. Tam se nápoj dochlazuje na vhodnou teplotu. Výčepní zařízení se využívá v gastronomii všude tam, kde se nápoje vydávají ve velkém množství. Vydávané množství nápoje se odměřuje ručním ovládáním pípy, méně často automaticky.

## Mobilní ruční pípa
K příležitostnému čepování především piva se zejména při menších soukromých oslavách často používají malé sifonové pípy, které se otvorem po zátce nasazují do sudu. Ruční pumpou, jež je součástí pípy, se pumpuje tlakový vzduch nad hladinu piva, které je tím vytlačováno přes trubku dosahující těsně nad dno sudu k běžnému výčepnímu kohoutu.

## Druhy výčepních zařízení
- Premix – zásobník hotového nápoje se propojí s výčepním kohoutem. Tlakem hnacího plynu se nápoj vytlačuje přes chladicí zařízení do výčepního kohoutu.
- Postmix – na výčepní zařízení je napojen zásobník se sirupem. Sirup je vytlačován tlakem hnacího plynu. Současně je přiváděna chlazená pitná voda, která je případně sycena CO2. Teprve ve směšovací hlavici se smíchá sirup s vodou. Existují také postmixová zařízení s vakuovým systémem. Sirup je vakuovou pumpou odsáván ze zásobníku (Bag in Box) a tlakovým vzduchem vytlačován do směšovací hlavice.

## Samovýčep
Samovýčep je takový způsob čepování nápoje, kdy jsou výčepní stolice umístěné přímo na stolech a propojené s centrálním zásobníkem piva. Hosté si točí nápoj do sklenic sami. Výčepní stolice jsou vybaveny průtokoměry s elektronickým sběrem dat. Průtokoměry od všech stolů jsou sběrnicí propojeny s centrálním počítačem. Současně je na každé výčepní stolici také displej, který umožňuje sledovat množství vyčepovaného piva. Centrální počítač vystavuje účty za vyčepovaný nápoj. Umožňuje také společné zobrazení množství nápoje vyčepovaného na jednotlivých stolech a tím určitou soutěž mezi konzumenty u jednotlivých stolů.